# Karl Piepenbring

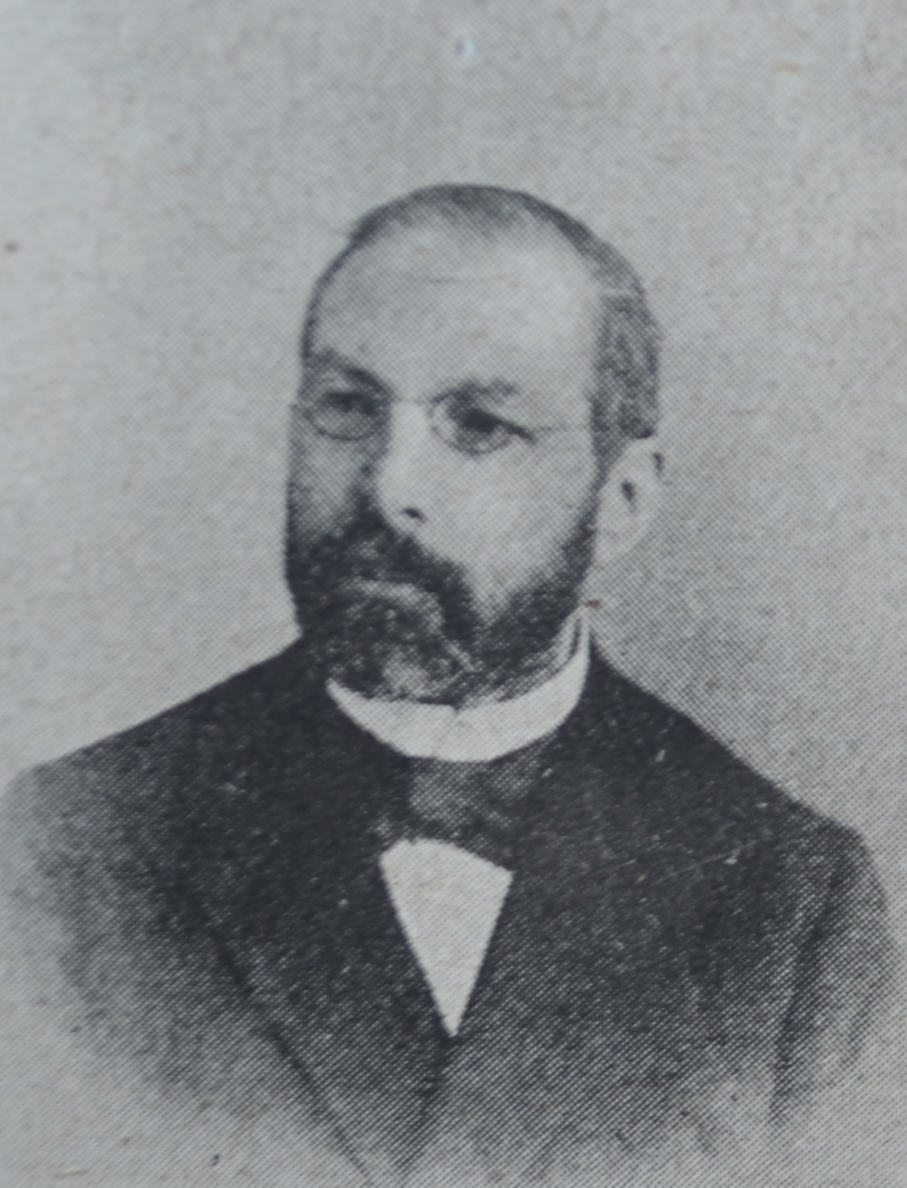
Karl Piepenbring, 1911

Karl Piepenbring (auch: Charles Piepenbring; * 15. Juni 1840 in Mittelbergheim; † 7. September 1928 in Straßburg) war Pfarrer, Kirchenpräsident und Mitglied der ersten Kammer des Landtags Elsass-Lothringens.

## Leben
Karl Piepenbring war der Sohn eines Kammfabrikanten und lutherischer Konfession. Er besuchte die Volksschule, Präparandenschule in Batignolles (Paris) und studierte an der protestantisch-theologischen Fakultät der Universität Straßburg Theologie. 1871 schloss er das Studium mit der Bachelorarbeit „Etude sur l'efficacité du baptême“ ab. 1872 heiratete er Eugenie Heintz (* 1850 in Mittelbergheim), Tochter eines Gutsbesitzers.
An der lutherischen Kirche Ste-Aurélie zu Straßburg wurde Piepenbring 1871 als Pastor ordiniert. Er war aktiv im CVJM. 1871 bis 1880 war er Pfarrer in Fouday (Steintal). Als das reformierte Konsistorium Straßburg das französischsprachige Pastorat an der reformierten Kirche du Bouclier in Straßburg neu ausschrieb, bewarb sich Piepenbring und wurde genommen, da es einen akuten Mangel an reformierten Predigern gab. Piepenbring trat zur reformierten Konfession über und diente der Gemeinde von 1880 bis 1914. Seit 1883 war er Präsident des reformierten Konsistoriums Straßburg.
Er hatte seit 1880 wesentlich daran gearbeitet, die in Elsass-Lothringen gelegenen reformierten Konsistorialbezirke durch eine gemeinsame Synode zur Landeskirche namens Reformierte Kirche von Elsass und Lothringen zusammenzuschließen, die durch kaiserliches Edikt vom 21. Juni 1905 anerkannt wurde. 1895 bis 1898 war Piepenbring Schriftführer des reformierten Synodalvorstandes und folgte dann seinem verstorbenen Vorgänger Karl Buhl von 1898 bis 1913 als Präsident des Synodalvorstandes, bevor ihn Albert Kuntz ablöste. Als Synodalpräsident war Piepenbring qua Amt ab 1911 Mitglied der ersten Kammer des Landtags.
Das nach Kriegsbeginn 1914 von den kaiserlichen Behörden erlassene Verbot des Französischen als Predigtsprache im Gottesdienst (außer in Kommunen mit überwiegend frankophonen Einwohnern, typischerweise im Bezirk Lothringen) traf den dezidiert frankophonen Piepenbring besonders.

## Schriften
- Ulrich Zwingli. Festrede gehalten an dessen 400jähriger Geburtsfeier in der reformirten Kirche zu Straßburg. Straßburg 1884.
- Théologie de l'Ancien Testament (Theologie des Alten Testaments). Fischbacher, Paris 1886.
- Histoire du peuple d'Israël (Geschichte des Volkes von Israel). Grassart, Paris 1898.
- Jésus historique (Der historische Jesus). Nourry, Paris 1909; erneut: Librairie Istra, Paris 1922.
- Jésus et les Apôtres (Jesus und die Aposteln). Nourry, Paris 1911.